# Дентерс, Эсме
Эсме́ Де́нтерс (нидерл. Esmée Denters; род. 28 сентября 1988, Арнем, Гелдерланд, Нидерланды) — нидерландская певица и автор песен. 
В 2008 году начала профессиональную карьеру, когда своим творчеством привлекла внимание нидерландских медийных СМИ и американского поп-певца Джастина Тимберлейка. Джастин пригласил Дентерс в качестве первой певицы для записи на его лейбле Tennman Records в сотрудничестве с Interscope Records.
В мае 2009 она выпустила свой дебютный студийный альбом «Outta Here», который продюсировал Тимберлейк и он был заявлен как соавтор всех песен. Альбом достиг 5-го места в её собственной стране и вошёл в чарты в Бельгии, заняв 55-е место в чарте Flemish Region Albums и достигнув 44-го места в Великобритании.
Дентерс дополнила официальным видеоклипом свой дебютный сингл «Outta Here» с одноимённого альбома, выложив его 22 мая 2009 на своей официальной странице сервиса YouTube, и 3 сентября 2009 свой второй сингл — «Admit It». Осенью 2009 она совершила тур с группой Honor Society. Три песни с альбома стали синглами, в том числе начальная композиция, которая вошла в тройку лучших, а «Admit It» занял 28-е и 56-е места в Нидерландах и Великобритании, соответственно, а также «Love Dealer» с Джастином Тимберлейком.

## Биография
Дентерс является дочерью Хенка Дентерса и Фенни Бонстра. Родители её разведены. У певицы есть старшая сестра, музыкальная актриса Дафне Дентерс. Сама Эсме жила в Вестерворте, рядом с Арнемом, пока ей не исполнилось пятнадцать, а затем они с матерью и сестрой переехали в Остербек (Гелдерланд). Она училась в средней школе в Арнеме. Высшее профессиональное образование получала в Неймегене и прервала его с приходом вызова из Америки.

## Дискография

### Студийные альбомы
- 22 мая 2009: Outta Here, лейбл Tennman Records

### Синглы
- 2009 — Outta Here
- 2009 — Admit It
- 2010 — Love Dealer
- 2012 — It’s Summer Because We Say So

### Участие в синглах
- 2010 — Until You Were Gone (совместно с Chipmunk)
- 2010 — Life Without You (совместно с Stanfour)

## Премии и награды
| Год  | Место          | Премия                  | Категория                                                | результат |
| ---- | -------------- | ----------------------- | -------------------------------------------------------- | --------- |
| 2009 | Нидерланды     | TMF Awards              | Best Female Artist                                       | Победа    |
| 2009 | Нидерланды     | TMF Awards              | TMF Superchart Award                                     | Победа    |
| 2009 | Бельгия        | TMF Awards              | Best New International Artist                            | Номинация |
| 2009 | Европа         | MTV Europe Music Awards | Best Dutch & Belgian Act                                 | Победа    |
| 2009 | Европа         | MTV Europe Music Awards | Best European Act                                        | Номинация |
| 2010 | Европа         | EBBA                    | Most Successful Artist (за пределами собственной страны) | Победа    |
| 2010 | Нидердланды    | TMF Awards              | Best Female Artist                                       | Победа    |
| 2010 | Нидердланды    | TMF Awards              | Best Video 'Admit It'                                    | Номинация |
| 2010 | Великобритания | Urban Music Awards      | Best Collaboration 'Until You Were Gone'                 | Номинация |